# 국제 원예 박람회

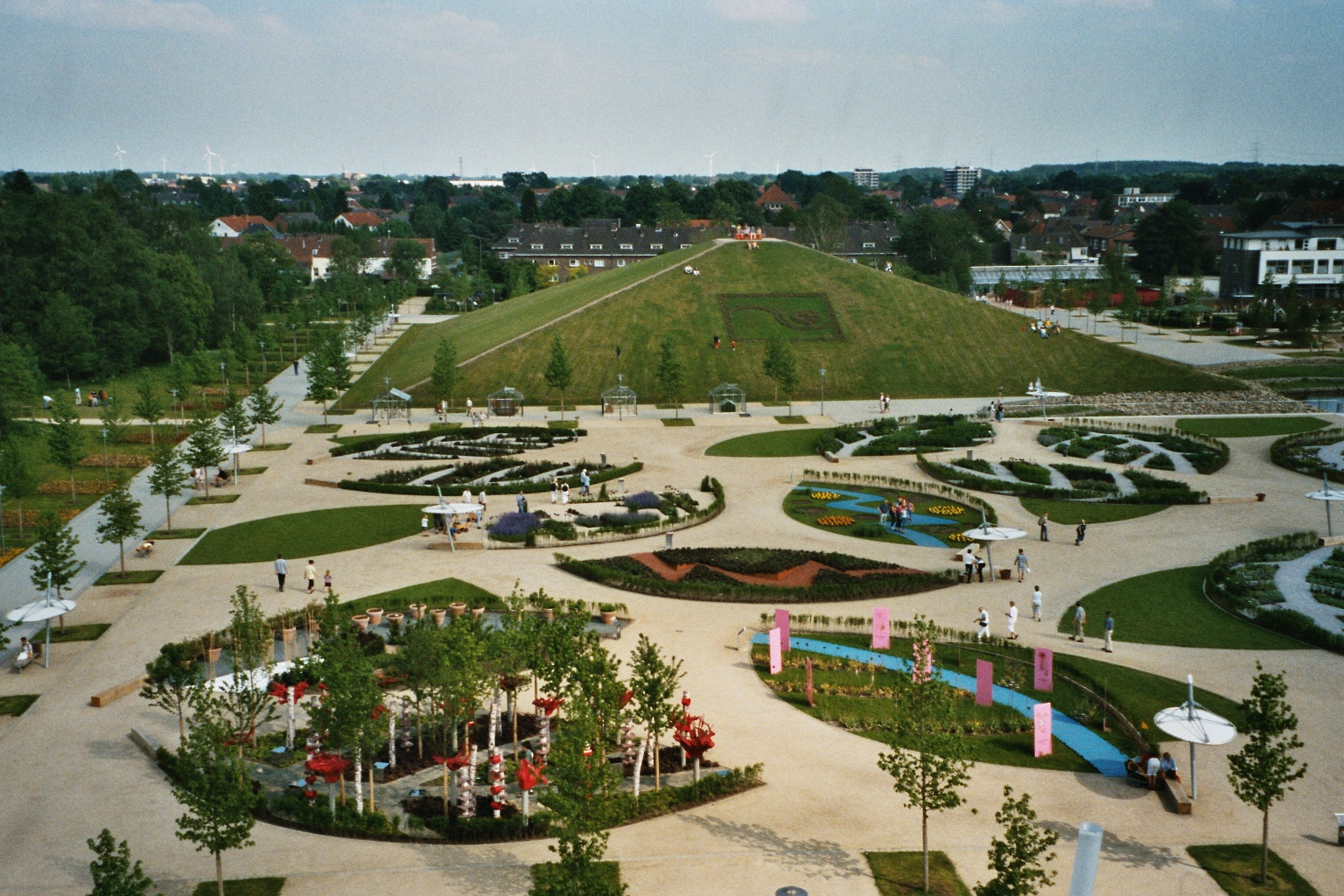
2003년의 국제 원예 박람회

국제 원예 박람회(Garden festival)는 원예, 정원 디자인, 조경 및 조경 건축 예술을 기념하기 위해 열리는 축제이자 박람회이다. 지역 정원 축제, 지역 정원 축제, 국가 정원 축제 및 국제 정원 축제가 있다. 이 아이디어는 아마도 독일의 연방 정원 쇼에서 유래되었을 것으로 추정된다. 영국은 1984~1992년 기간 동안 5개의 정원 축제를 개최했다.